# کلودیا فرانکو
کلودیا فرانکو (به انگلیسی: Claudia Franco) (زادهٔ ۲۱ ژوئیهٔ ۱۹۷۵) شناگر اهل ایالات متحده آمریکا است.